# A contratiempo (canción)
«A contratiempo» es la primera canción lanzada en las radios por la artista española Ana Torroja, luego de haber esperado cerca de cinco años para la supuesta junta de su antiguo grupo Mecano. Existe también una versión en francés titulada "Les Murs" (Las paredes) incluida en el álbum Points Cardinaux. Es hasta la fecha el único número uno que Ana Torroja ha llegado a posicionar en el número uno de las listas.

## Historia
La canción es una adaptación de Bottomless, interpretada por Bette Midler en 1995. 

## Trayectoria en las listas
| - | 7 | 22 | - | 1 | - | 1 | - |

- Datos: Q5654255